# Olympische Sommerspiele 2012/Teilnehmer (Portugal)
| Gelbes Symbol für Goldmedaillen mit stilisierten Olympischen Ringen | Graues Symbol für Silbermedaillen mit stilisierten Olympischen Ringen | Braundes Symbol für Bronzemedaillen mit stilisierten Olympischen Ringen |
| ------------------------------------------------------------------- | --------------------------------------------------------------------- | ----------------------------------------------------------------------- |
| —                                                                   | 1                                                                     | —                                                                       |

Portugal nahm in London an den Olympischen Spielen 2012 teil. Es war die insgesamt 23. Teilnahme an Olympischen Sommerspielen. Vom Comité Olímpico de Portugal wurden 75 Athleten in 13 Sportarten nominiert.
Fahnenträgerin bei der Eröffnungsfeier war die Judoka Telma Monteiro.

## Teilnehmer nach Sportarten

### Badminton
| Athleten      | Wettbewerb | Gruppenphase | Gruppenphase | Achtelfinale  | Achtelfinale  | Viertelfinale | Viertelfinale | Halbfinale    | Halbfinale    | Finale        | Finale        | Rang |
| Athleten      | Wettbewerb | Punkte       | Rang         | Gegner        | Ergebnis      | Gegner        | Ergebnis      | Gegner        | Ergebnis      | Gegner        | Ergebnis      | Rang |
| ------------- | ---------- | ------------ | ------------ | ------------- | ------------- | ------------- | ------------- | ------------- | ------------- | ------------- | ------------- | ---- |
| Frauen        |            |              |              |               |               |               |               |               |               |               |               |      |
| Telma Santos  | Einzel     | 3            | 2            | ausgeschieden | ausgeschieden | ausgeschieden | ausgeschieden | ausgeschieden | ausgeschieden | ausgeschieden | ausgeschieden | 17   |
| Männer        |            |              |              |               |               |               |               |               |               |               |               |      |
| Pedro Martins | Einzel     | 0            | 2            | ausgeschieden | ausgeschieden | ausgeschieden | ausgeschieden | ausgeschieden | ausgeschieden | ausgeschieden | ausgeschieden | 17   |

### Judo
| Athleten       | Wettbewerb       | 1. Runde      | 1. Runde | 2. Runde         | 2. Runde  | Achtelfinale    | Achtelfinale  | Viertelfinale | Viertelfinale | Hoffnungsrunde Halbfinale | Hoffnungsrunde Halbfinale | Halbfinale    | Halbfinale    | Hoffnungsrunde Finale | Hoffnungsrunde Finale | Finale        | Finale        | Rang |
| Athleten       | Wettbewerb       | Gegner        | Ergebnis | Gegner           | Ergebnis  | Gegner          | Ergebnis      | Gegner        | Ergebnis      | Gegner                    | Ergebnis                  | Gegner        | Ergebnis      | Gegner                | Ergebnis              |               |               | Rang |
| -------------- | ---------------- | ------------- | -------- | ---------------- | --------- | --------------- | ------------- | ------------- | ------------- | ------------------------- | ------------------------- | ------------- | ------------- | --------------------- | --------------------- | ------------- | ------------- | ---- |
| Frauen         |                  |               |          |                  |           |                 |               |               |               |                           |                           |               |               |                       |                       |               |               |      |
| Joana Ramos    | Klasse bis 52 kg | Freilos       | Freilos  | –                | –         | Priscilla Gneto | 000:1001      | ausgeschieden | ausgeschieden | ausgeschieden             | ausgeschieden             | ausgeschieden | ausgeschieden | ausgeschieden         | ausgeschieden         | ausgeschieden | ausgeschieden | 9    |
| Telma Monteiro | Klasse bis 57 kg | Marti Malloy  | 000:001  | –                | –         | ausgeschieden   | ausgeschieden | ausgeschieden | ausgeschieden | ausgeschieden             | ausgeschieden             | ausgeschieden | ausgeschieden | ausgeschieden         | ausgeschieden         | ausgeschieden | ausgeschieden | 17   |
| Yahima Ramirez | Klasse bis 78 kg | Gemma Gibbons | 000:100  | –                | –         | ausgeschieden   | ausgeschieden | ausgeschieden | ausgeschieden | ausgeschieden             | ausgeschieden             | ausgeschieden | ausgeschieden | ausgeschieden         | ausgeschieden         | ausgeschieden | ausgeschieden | 17   |
| Männer         |                  |               |          |                  |           |                 |               |               |               |                           |                           |               |               |                       |                       |               |               |      |
| João Pina      | Klasse bis 73 kg | Freilos       | Freilos  | Wolodymyr Soroka | 0011:0102 | ausgeschieden   | ausgeschieden | ausgeschieden | ausgeschieden | ausgeschieden             | ausgeschieden             | ausgeschieden | ausgeschieden | ausgeschieden         | ausgeschieden         | ausgeschieden | ausgeschieden | 17   |

### Kanu

#### Kanurennsport
| Athleten                                                        | Wettbewerb | Vorlauf          | Vorlauf          | Halbfinale       | Halbfinale       | Finale           | Finale           | Rang |
| Athleten                                                        | Wettbewerb | Zeit             | Rang             | Zeit             | Rang             | Zeit             | Rang             | Rang |
| --------------------------------------------------------------- | ---------- | ---------------- | ---------------- | ---------------- | ---------------- | ---------------- | ---------------- | ---- |
| Frauen                                                          |            |                  |                  |                  |                  |                  |                  |      |
| Teresa Portela                                                  | K-1 200 m  | 42,673 s         | 3                | 41,562 s         | 3                | 46,549 s         | 8                | 8    |
| Teresa Portela                                                  | K-1 500 m  | 1:51,887 min     | 2                | 1:53,064 min     | 3                | 1:53,597 min     | 3                | 11   |
| Beatriz Gomes Joana Vasconcelos                                 | K-2 500 m  | 1:44,660 min     | 2                | 1:43,305 min     | 3                | 1:44,942 min     | 6                | 6    |
| Beatriz Gomes Helena Rodrigues Joana Vasconcelos Teresa Portela | K-4 500 m  | 1:32,785 min     | 2                | –                | –                | 1:33,453 min     | 6                | 6    |
| Männer                                                          |            |                  |                  |                  |                  |                  |                  |      |
| Fernando Pimenta Emanuel Silva                                  | K-2 200 m  | nicht angetreten | nicht angetreten | nicht angetreten | nicht angetreten | nicht angetreten | nicht angetreten | –    |
| Fernando Pimenta Emanuel Silva                                  | K-2 1000 m | 3:13,710 min     | 2                | 3:14,017 min     | 3                | 3:09,699 min     | 2                | 2    |

### Leichtathletik
Laufen und Gehen
| Athleten         | Wettbewerb       | Vorlauf          | Vorlauf          | Halbfinale       | Halbfinale       | Finale           | Finale           | Rang |
| Athleten         | Wettbewerb       | Zeit             | Rang             | Zeit             | Rang             | Zeit             | Rang             | Rang |
| ---------------- | ---------------- | ---------------- | ---------------- | ---------------- | ---------------- | ---------------- | ---------------- | ---- |
| Frauen           |                  |                  |                  |                  |                  |                  |                  |      |
| Sara Moreira     | 5000 m           | nicht angetreten | nicht angetreten | nicht angetreten | nicht angetreten | nicht angetreten | nicht angetreten | –    |
| Ana Dulce Félix  | 10.000 m         | nicht angetreten | nicht angetreten | nicht angetreten | nicht angetreten | nicht angetreten | nicht angetreten | –    |
| Sara Moreira     | 10.000 m         | -                | -                | –                | –                | 31:16,44 min     | 14               | 14   |
| Ana Dulce Félix  | Marathon         | –                | –                | –                | –                | 2:28:12 h        | 21               | 21   |
| Jéssica Augusto  | Marathon         | –                | –                | –                | –                | 2:25:11 h        | 7                | 7    |
| Marisa Barros    | Marathon         | –                | –                | –                | –                | 2:26:13 h        | 13               | 13   |
| Vera Barbosa     | 400 m Hürden     | 55,22 s          | 3                | 56,27 s          | 7                | -                | -                | 21   |
| Clarisse Cruz    | 3000 m Hindernis | 9:30,06 min      | 5                | –                | –                | 9:32,44 min      | 11               | 11   |
| Ana Cabecinha    | 20 km Gehen      | –                | –                | –                | –                | 1:28:03 h        | 9                | 9    |
| Inês Henriques   | 20 km Gehen      | –                | –                | –                | –                | 1:29:54 h        | 15               | 15   |
| Vera Santos      | 20 km Gehen      | –                | –                | –                | –                | 1:35:51 h        | 49               | 49   |
| Männer           |                  |                  |                  |                  |                  |                  |                  |      |
| Arnaldo Abrantes | 200 m            | 20,88 s          | 5                | -                | -                | -                | -                | 39   |
| Luis Feiteira    | Marathon         | –                | –                | –                | –                | 2:19:40 h        | 48               | 48   |
| João Almeida     | 110 m Hürden     | 13,69 s          | 6                | -                | -                | -                | -                | 31   |
| Jorge Paula      | 400 m Hürden     | 51,40 s          | 8                | -                | -                | -                | -                | 41   |
| Alberto Paulo    | 3000 m Hindernis | 8:40,74 min      | 12               | –                | –                | -                | -                | 31   |
| João Vieira      | 20 km Gehen      | –                | –                | –                | –                | 1:20:41 h        | 11               | 11   |
| Pedro Isidro     | 50 km Gehen      | –                | –                | –                | –                | 3:58:59 h        | 40               | 40   |
| João Vieira      | 50 km Gehen      | –                | –                | –                | –                | DNF              | DNF              | –    |

Springen und Werfen
| Athleten             | Wettbewerb     | Qualifikation | Qualifikation | Finale     | Finale | Rang |
| Athleten             | Wettbewerb     | Weite/Höhe    | Rang          | Weite/Höhe | Rang   | Rang |
| -------------------- | -------------- | ------------- | ------------- | ---------- | ------ | ---- |
| Frauen               |                |               |               |            |        |      |
| Patrícia Mamona      | Dreisprung     | 8,11 m        | 13            | -          | -      |      |
| Maria Leonor Tavares | Stabhochsprung | 4,10 m        | 18            | -          | -      |      |
| Irina Rodrigues      | Diskuswerfen   | 57,23 m       | 16            | -          | -      |      |
| Vânia Silva          | Hammerwerfen   |               |               |            |        |      |
| Männer               |                |               |               |            |        |      |
| Marcos Chuva         | Weitsprung     | 7,55 m        | 28            | -          | -      |      |
| Edi Maia             | Stabhochsprung |               |               |            |        |      |
| Marco Fortes         | Kugelstoßen    | 20,06 m       | 9             | -          | -      |      |

### Radsport

#### Straße
| Athleten               | Wettbewerb       | Zeit       | Rang |
| ---------------------- | ---------------- | ---------- | ---- |
| Männer                 |                  |            |      |
| Manuel António Cardoso | Straßenrennen    | 5:46:37 h  | 49   |
| Nélson Oliveira        | Straßenrennen    | 5:46:37 h  | 69   |
| Rui Costa              | Straßenrennen    | 5:46:05 h  | 13   |
| Nélson Oliveira        | Einzelzeitfahren | 54:41:57 h | 18   |

#### Mountainbike
| Athleten   | Wettbewerb    | Zeit      | Rang |
| ---------- | ------------- | --------- | ---- |
| Männer     |               |           |      |
| David Rosa | Cross-Country | 1:33:50 h | 23   |

### Reiten
| Athleten         | Wettbewerb | Prozent      | Rang |
| ---------------- | ---------- | ------------ | ---- |
| Dressur          |            |              |      |
| Gonçalo Carvalho | Einzel     | 71,520       | 22   |
| Athleten         | Wettbewerb | Fehlerpunkte | Rang |
| Springen         |            |              |      |
| Luciana Diniz    | Einzel     | 10           | 17   |

### Rudern
| Athleten                | Wettbewerb                  | Vorlauf     | Vorlauf | Hoffnungslauf | Hoffnungslauf | Viertelfinale | Viertelfinale | Halbfinale  | Halbfinale | Finale      | Finale | Rang |
| Athleten                | Wettbewerb                  | Zeit        | Rang    | Zeit          | Rang          | Zeit          | Rang          | Zeit        | Rang       | Zeit        | Rang   | Rang |
| ----------------------- | --------------------------- | ----------- | ------- | ------------- | ------------- | ------------- | ------------- | ----------- | ---------- | ----------- | ------ | ---- |
| Männer                  |                             |             |         |               |               |               |               |             |            |             |        |      |
| Nuno Mendes Pedro Fraga | Leichtgewichts-Doppelzweier | 6:37,91 min | 2       | BYE           | BYE           | –             | –             | 6:37,99 min | 3          | 6:44,80 min | 5      | 5    |

### Schießen
| Athleten       | Wettbewerb             | Qualifikation | Qualifikation | Finale        | Finale        | Ringe | Rang |
| Athleten       | Wettbewerb             | Ringe         | Rang          | Ringe         | Rang          | Ringe | Rang |
| -------------- | ---------------------- | ------------- | ------------- | ------------- | ------------- | ----- | ---- |
| Frauen         |                        |               |               |               |               |       |      |
| Joana Castelão | Luftpistole 10 Meter   | 381           | 15            | ausgeschieden | ausgeschieden | 381   | 15   |
| Joana Castelão | Sportpistole 25 Meter  | 571           | 33            | ausgeschieden | ausgeschieden | 571   | 33   |
| Männer         |                        |               |               |               |               |       |      |
| João Costa     | Luftpistole 10 Meter   | 583           | 8             | 99,3          | 6             | 682,3 | 7    |
| João Costa     | Freie Pistole 50 Meter | 559           | 9             | ausgeschieden | ausgeschieden | 559   | 9    |

### Schwimmen
| Athleten           | Wettbewerb          | Vorlauf     | Vorlauf | Halbfinale | Halbfinale | Finale | Finale | Rang |
| Athleten           | Wettbewerb          | Zeit        | Rang    | Zeit       | Rang       | Zeit   | Rang   | Rang |
| ------------------ | ------------------- | ----------- | ------- | ---------- | ---------- | ------ | ------ | ---- |
| Frauen             |                     |             |         |            |            |        |        |      |
| Sara Oliveira      | 100 m Schmetterling | 1:00,44 min | 7       | -          | -          | -      | -      |      |
| Sara Oliveira      | 200 m Schmetterling | 2:11,54 min | 3       | -          | -          | -      | -      |      |
| Ana Rodrigues      | 100 m Brust         | 1:10,62 min | 5       | -          | -          | -      | -      |      |
| Männer             |                     |             |         |            |            |        |        |      |
| Tiago Venâncio     | 200 m Freistil      | 1:52,36 min | 7       | -          | -          | -      | -      |      |
| Simão Morgado      | 100 m Schmetterling | 53,26 s     | 8       | -          | -          | -      | -      |      |
| Pedro Oliveira     | 200 m Schmetterling | 1:58,45 min | 1       | -          | -          | -      | -      |      |
| Carlos Almeida     | 100 m Brust         | 1:01,40 min | 3       | -          | -          | -      | -      |      |
| Pedro Oliveira     | 200 m Rücken        | 1:58,83 min | 2       | -          | -          | -      | -      |      |
| Diogo Carvalho     | 200 m Lagen         | 2:00,40 min | 5       | -          | -          | -      | -      |      |
| Diogo Carvalho     | 400 m Lagen         | 4:23,06 min | 3       | –          | –          | -      | -      |      |
| Arseniy Lavrentyev | 10 km Freiwasser    | –           | –       | –          | –          |        |        |      |

### Segeln
Fleet Race
| Athleten                           | Wettbewerb      | Qualifikation | Qualifikation | Medal Race | Medal Race | Punkte | Rang |
| Athleten                           | Wettbewerb      | Punkte        | Rang          | Punkte     | Rang       | Punkte | Rang |
| ---------------------------------- | --------------- | ------------- | ------------- | ---------- | ---------- | ------ | ---- |
| Männer                             |                 |               |               |            |            |        |      |
| João Rodrigues                     | Windsurfen RS:X | 131           | 14            | -          | -          | 131    | 14   |
| Gustavo Lima                       | Laser           | 173           | 22            | -          | -          | 173    | 22   |
| Álvaro Marinho Miguel Nunes        | 470er           | 83            | 7             | 10         | 5          | 93     | 8    |
| Bernardo Freitas Francisco Andrade | 49er            | 120           | 8             | 14         | 7          | 134    | 8    |
| Afonso Domingos Frederico Melo     | Starboot        | 108           | 15            | -          | -          | 108    | 15   |
| Frauen                             |                 |               |               |            |            |        |      |
| Carol Borges-Mendelblatt           | Windsurfen RS:X | 270           | 26            | -          | -          | 270    | 26   |
| Sara Carmo                         | Laser Radial    | 260           | 28            | -          | -          | 260    | 28   |

Match Race
| Athletinnen                               | Wettbewerb  | Round Robin | Round Robin | Viertelfinale | Viertelfinale | Halbfinale    | Halbfinale    | Finale        | Finale        | Rang |
| Athletinnen                               | Wettbewerb  | Bilanz      | Rang        | Gegner        | Ergebnis      | Gegner        | Ergebnis      | Gegner        | Ergebnis      | Rang |
| ----------------------------------------- | ----------- | ----------- | ----------- | ------------- | ------------- | ------------- | ------------- | ------------- | ------------- | ---- |
| Frauen                                    |             |             |             |               |               |               |               |               |               |      |
| Diana Neves Mariana Lobato Rita Gonçalves | Elliott 6 m | 9 %         | 11          | ausgeschieden | ausgeschieden | ausgeschieden | ausgeschieden | ausgeschieden | ausgeschieden | 11   |

### Tischtennis
| Athleten                                    | Wettbewerb | 1. Runde               | 1. Runde | 2. Runde              | 2. Runde | 3. Runde         | 3. Runde | 4. Runde | 4. Runde | Viertelfinale | Viertelfinale | Halbfinale | Halbfinale | Finale | Finale   |
| Athleten                                    | Wettbewerb | Gegner                 | Ergebnis | Gegner                | Ergebnis | Gegner           | Ergebnis | Gegner   | Ergebnis | Gegner        | Ergebnis      | Gegner     | Ergebnis   | Gegner | Ergebnis |
| ------------------------------------------- | ---------- | ---------------------- | -------- | --------------------- | -------- | ---------------- | -------- | -------- | -------- | ------------- | ------------- | ---------- | ---------- | ------ | -------- |
| Frauen                                      |            |                        |          |                       |          |                  |          |          |          |               |               |            |            |        |          |
| Huang Lei Mendes                            | Einzel     | Nanthana Komwong (THA) | 3:4      | -                     | -        | -                | -        | -        | -        | -             | -             | -          | -          | -      |          |
| Männer                                      |            |                        |          |                       |          |                  |          |          |          |               |               |            |            |        |          |
| João Monteiro                               | Einzel     | BYE                    | BYE      | William Henzell (AUS) | 2:4      | -                | -        | -        | -        | -             | -             | -          | -          | -      |          |
| Marcos Freitas                              | Einzel     | BYE                    | BYE      | Lin Ju (DOM)          | 4:2      | Sangeun OH (KOR) | 0:4      | -        | -        | -             | -             | -          | -          | -      |          |
| João Monteiro Marcos Freitas Tiago Apolónia | Mannschaft | Großbritannien         | 3:0      | –                     | –        | –                | –        | –        | –        | Südkorea      | 2:3           |            |            |        |          |

### Trampolinturnen
| Athleten        | Wettbewerb | Qualifikation | Qualifikation | Finale | Finale | Rang |
| Athleten        | Wettbewerb | Punkte        | Rang          | Punkte | Rang   | Rang |
| --------------- | ---------- | ------------- | ------------- | ------ | ------ | ---- |
| Frauen          |            |               |               |        |        |      |
| Ana Rente       | Einzel     | 100,275       | 11            | -      | -      | 11   |
| Männer          |            |               |               |        |        |      |
| Diogo Ganchinho | Einzel     | 61,440        | 15            | -      | -      | 15   |

### Triathlon
| Athleten   | Wettbewerb | Zeit      | Rang |
| ---------- | ---------- | --------- | ---- |
| Männer     |            |           |      |
| Bruno Pais | Einzel     | 1:51:22 h | 41   |
| João Silva | Einzel     | 1:47:51 h | 9    |

### Turnen
| Athleten      | Wettbewerb       | Qualifikation | Qualifikation | Finale        | Finale        | Rang          |
| Athleten      | Wettbewerb       | Punkte        | Rang          | Punkte        | Rang          | Rang          |
| ------------- | ---------------- | ------------- | ------------- | ------------- | ------------- | ------------- |
| Frauen        |                  |               |               |               |               |               |
| Zoi Lima      | Mehrkampf Einzel | 49,631        | 53            | ausgeschieden | ausgeschieden | ausgeschieden |
| Männer        |                  |               |               |               |               |               |
| Manuel Campos | Mehrkampf Einzel | 82,899        | 35            | ausgeschieden | ausgeschieden | ausgeschieden |